# Snačići
Snačići (Svačići, Svadčići), hrvatski plemićki rod koji se spominje u Pacti conventi kao dio saveza "dvanaest plemena Kraljevine Hrvatske". Imali su matične posjede na području Cetinske županije. Među najstarijim poznatim članovima roda navodi se hrvatski ban Petar, za vladavine kralja Dmitra Zvonimira (1075. – 1089.), kojeg se u historiografiji poistovjećuje s posljednjim hrvatskim kraljem Petrom († 1097.).
Od članova roda, ističe se u prvoj polovici 14. stoljeća Nelipac II. (generationis Suadcich), glavar obitelji Nelipčića, knezova Cetinskih. Pored tog ogranka, postoji podatak iz 1343. godine o izvjesnom Gojslavu, sinu Prodijevu de Saucichorum u Kliškoj županiji, a pretpostavka da je i knez Domald (u. o. 1243.) bio član roda nije pouzdano dokazana. Po svemu sudeći, Snačići su izumrli u muškoj lozi 1435. godine, smrću kneza Ivaniša Nelipčića.

## Vanjske poveznice
- Snačići Hrvatska enciklopedija